# Pansarvärnsgevär
| Pansarvärnsgevär |
| --- |
| Mausers 13,2 mm pansarvärnsgevär m/1918. Svenskt 20 mm pansarvärnsgevär m/42. Typer av närpansarvapen - Granatgevär - Närpansarvärnsrobot - Pansarskott - Pansarvärnsgevär - Raketgevär |

Pansarvärnsgevär är en typ av närpansarvapen som var vanlig under första och andra världskriget. Typen består i stort sett av ett mycket kraftigt gevär som är specialutformat för att penetrera pansar. De har traditionellt ett mycket långt eldrör och är kamrade för kraftfulla patroner i kalibrarna 8 mm till 20 mm. De brukar vanligen vara automatgevär eller repetergevär men vissa enstaka exempel, såsom det svenska 20 mm pansarvärnsgevär m/42, är dock magasinlösa enkelskjutande vapen.
Pansargenomslag hos pansarvärnsgevär har historiskt legat mellan 20 och 40 mm och var under första världskriget och mellankrigstiden ett effektivt och billigt sätt att förse infanteri med enkelt pansarvärn. Fram till andra världskriget var stridsvagnar och pansarfordon mycket lätt pansrade och kunde enkelt bekämpas med pansarvärnsgevär. Men redan vid andra världskrigets start började stridsvagnar bli för tungt pansrade för dessa gevär, som där kom att ersättas med andra närpansarvapen såsom pansarskott, raketgevär och granatgevär.

## Historia
Det första pansarvärnsgeväret uppfanns av Kejsardömet Tyskland under första världskriget och var en uppförstorad variant av det vanliga Mauser-repetergeväret "Gewehr 98". Det nya vapnet kallades Tankgewehr 18 (Stridsvagnsgevär 1918) och var kamrad för en kraftfull 13,2 mm kaliber patron.
Under mellankrigstiden utvecklade de flesta stormakterna sina egna pansarvärnsgevär som fungerade adekvat mot de lätta stridsvagnarna under den tidiga delen av andra världskriget men som snart blev föråldrade i takt med att pansaret på stridsvagnarna blev allt tjockare. Pansarvärnsgevären försvann därefter för att ge plats för pansarskotten och granatgevären.
En undersökning av effektiviteten av det brittiska Boys pansarvärnsgevär i Nordafrika under Operation Crusader (sent 1941) kunde inte uppbringa ett enda fall där en fiendestridsvagn slagits ut av vapnet. På grund av brist på andra pansarvärnsvapen användes de sovjetiska pansarvärnsgevären PTRD och PTRS-41 längre än motsvarande vapen i andra länder. För att skydda de tunnare sidorna på sina stridsfordon mot dessa gevär införde tyskarna kjolpansar (tyska schürzen, "förkläde/kjol") på en del av sina pansarfordon. 
Under Rysslands invasion av Ukraina 2022- har pansarvärnsgeväret Snipex Alligator använts mot lättare pansarfordon. 